# Järnört
Järnört (Verbena officinalis) är en växtart i familjen Verbenaväxter. 